# Местнический справочник XVII века
Местнический справочник XVII века — настоящее заглавие рукописи: «Книга перечневая для скорого прииску отеческих дел, для укоризны отечеству и потерьки их, у кого с кем будет в отечестве счёт и то писано в сей книге имянно. Роды по статьям и в тех статьях под главами тех родов потерьки всякому роду, по своему прозванию. Выписано из разрядных книг, и из Посольского приказа, и из иных приказов из дел, тому всему именные статьи и в сей книге писано имянно по годам, кто преж сего у каких дел с кем бывали, и в каких чинах, и в которых годах».

## Исторические аспекты
Определяющими факторами при решении местнического спора оказывались «отечество» (родовитость) и «честь» (чины) предков, реже — личные заслуги, поэтому невозможно было обойтись без фиксации местнических «потерек» и «находок», родословных легенд и служб предков. Всё это обуславливало сосуществование частных родословных и разрядных книг, фиксирующих «местническую историю» отдельных родов. Среди таких источников мало изученные разрядно-родословные сборники — местнические справочники, являющиеся реестром местнических «потерек», невысоких или прямо позорных служб, а также «укоризн» происхождения и родства отдельных родов, позволяющих вести борьбу их противникам.
Данная рукопись, не смотря на глубокий интерес содержания, не привлекала к себе внимания учёных и исследователей и только профессор Н. П. Лихачёв заимствовал из него для своей диссертации легенду о происхождении рода Сукиных, при чём о самой рукописи отозвался так: «нельзя не отметить, что содержание рукописи далеко не соответствуют нынешнему заглавию, но во всяком случае подобные сборники весьма любопытны. Мне известно несколько рукописей этого рода, взаимно дополняющих одна другую и делящихся на две редакции. Со временем я надеюсь издать обе редакции».
Автор рукописи тщательнейшим образом подобрал факты, служившие намеченной цели. Для этого он изучил достаточно обширный архивный материал, по-своему систематизировал его и сохранил нам отрывочные, но ценные сведения, почерпнутые им из недошедших до наших дней архивных материалов. Эта сторона и делает его наиболее ценным в историческом аспекте, для изысканий относительно того или иного рода, сообщает массу ценных сведений, как по истории отдельных родов, так и для организации служилых людей, псарной и соколиной царской охоты. стрелецких полков, засечных служб. Рукопись сообщает массу сведений по истории городов (Борисова, Брянска, Козлова, Можайска, Москвы) и других учреждений (торговой полиции). Указаны крайне интересные сведения из каких элементов набирались низшие придворные чины, служители при московских великих князьях.
Местнический справочник, в генеалогическом аспекте, предоставляет многочисленные сведения о легендах и происхождении родов. Подтверждается обстоятельство версия происхождения Ляпуновых и их однородцам, с тем, что согласно легенде не Ильины происходят от Ляпуновых, а Ляпуновы от Ильиных.
Помещённая в справочнике легенда о происхождении рода Измайловых отличается своей «ядовитостью». где опровергается официальная версия о их происхождении от Ивана Шаи, владетеля Чернигова, не единокровным родственником потомков Шаи, а крестовым попом одного из них.
Заслуживают внимания случаи служб по кабальному холопству представителей родов: Кафтыревых, Лихоревых. Полтевых и Чириковых.
Местный справочник открывает многочисленность и разнообразность его источников. В числе их: разряды XV — XVII столетий, полковые и некоторые свадебные разряды, всевозможные списки, в том числе и недошедшие до наших дней. Приводятся данные по служилым людям, чинов царской охоты, конюшие, детей боярских, стрелецких и казачьих голов, губных старост и.т.д. Автором широко использовались десятни: каширские. брянские. суздальские. серпейские, ярославские. нижегородские и арзамасские. Составитель справочника не доверял источникам слепо и отмечал их разногласия.

## Перечень «потерек» и «укоризн»
Укоризной является связь с определёнными социальными слоями.
- Родство с детьми боярскими — одна из самых многочисленных «потерек». Справочник в двух случаях приводит происхождение из государевых детей боярских, как прямую «потерьку» происхождения рода: Бирдюкиных-Зайцовых и род Коковинских. Чаще указание на происхождение из детей боярских оказывается в справочнике не «упрёком», а дополнительной «утяжкой», довеском к какому-либо неблагоприятному случаю из истории рода.
- Родство с митрополичьими, архиепископскими и патриаршими детьми боярскими — эта категория до сих пор остаётся слабо изученная. Служебная группа «второго порядка», которая последовательно скопировала все основные черты более высокой по статусу группы — государевых служилых людей «по отечеству».

Патриаршие дети боярские: Мещерские, Милюковы, Масловы, Михневы, Замыцкие.
Митрополитов: Казанского: Орловы. Крутицкого: Пушкины. Ростовского: Лихаревы.
Архиепископские дети боярские: Ловчиковы, Шеховские, Суздальского: Мансуровы. Тверского: Ржевские, Львовы, Племянниковы, Бибиковы, Языковы, Юрьевы. Смоленского: Ржевские, Измайловы, Свиньины, Языковы, Хитрово. Псковского «владыки Изосима»: Языковы, Безобразовы, Нащокины, Воейковы, Зиновьевы, Елагины, Бутурлины, Обернибесовы, Мусины.
- Дети боярские «царицына чина» — в одном случае это указание на прямую потерьку (Голенищевы), в другом — указание на обстоятельства местнического счёта на свадебной церемонии (Панины).
- Родство с холопами — родов с такими «упрёками» сравнительно не много. Справочник выстраивает особую иерархию «потерек», отмечая существование различных видов холопства: служилого и кабального, как истекшего так и продолжающегося. Наиболее часто упоминаются случаи Кабального холопства: Лихаревы, Полтевы, Бибиковы и Кафтыревы. Служилое холопство: справочник сфокусировал не только сам процесс принятия служилой кабалы, но и стремление родственников избежать попадания кого-либо из рода в кабалу, даже путём выкупа (Чириковы).
- Происхождение из посадской среды — упоминается в справочнике один раз (Юрьевы). Представители измельчавших ветвей служилых людей могли оказаться в кабале, но в посадских — это исключение и упомянуто один раз.
- Служба предков в монастырских служках — приводится в справочнике два раза (Тургеневы и Неплюевы).
- Происхождение из определённых земель — «укоризной» для рода было указание на происхождение рода из Новгородской земли, которая считалась менее честною, чем службы из городов московской земли. Бытование подобного взгляда связывается с испомещением на Новгородской земле в конце XV — XVI веков «послужильцев». И. И. Срезневский объяснял данный термин, как «подчинённый», «быть слугой» «исполнитель, повинующийся». В. О. Ключевский видел в «послужильцах» особую категорию холопов, предназначенных для несения военной службы в пользу бояр. В любом случае это являлось сильным родословным «попрёком», влияющем на местнические отношения.
- Сведения о проступках и позорных наказаниях — проводятся, как иллюстрация проигрыша в местническом споре и создавал официальный прецедент, который мог использоваться против всего рода. Усугубляла запись о наказании, которому подвергся челобитчик (Прончищевы, Бахметевы, Ляпуновы). Самое тяжёлое преступление — это измена, которая каралась смертию и позором рода (Измайловы и Ильины).

## Критика
Рукопись содержит много пустых листов оставленных для дальнейшего заполнения. Не хватает нескольких листов (с родами: Леонтьевых. Поливановых, Башмаковых, князей Щетининых, князей Кропоткиных, Карповых-Долматовых, Стрешневых, Дохтуровых, Квашниных, Жуковых, Дуровых, Пятовых, Плещеевых (от Москотинья) Сабуровых —Годуновых Клокачёвых, Заборовских, Годуновых, Матюшкиных.
Отмечены несоответствия нумерации в рукописи и изданной книги по родам: Игнатьевых, князей Дашковых и Аничковых. Имеются приписки более позднего времени.
Легенды Местнического справочника о выездах родоначальника, представляют искажённую версию официальной легенда (Измайловы, Ляпуновы, Бояшевых). Историки С. Б. Веселовский и Н. Ф. Каптерев проанализировав сопоставление дат, известных лиц и другое ставит под сомнение или полностью отрицают указанные сведения.

## Список родов
| Род                  | Место в местнической иерархии |
| -------------------- | --- |
| Собакины             | Иван Васильевич Собакин меньше Фёдора Протасьева (1499 и 1514). В Мещере воеводы Юрий Ушаков, Иван Клепиков, Девлей Собакин (1528). Григорий Собакин меньше Ивана Кутузова в Володимере (1540). Григорий и Василий Собакины меньше князя Осипа Щербатова (1572). При послах в ответе был дьяк Иван Собакин (1576). В большом разряде в Тобольску был князь Алексей Никитич Трубецкой, в товарищах: Григорий Алексеевич Загряжский, в Томске князь Пётр Иванович Пронский, Алексей Степанович Собакин, а обо всём им велено отписываться в Тобольск князю Алексею Никитичу (1628). |
| Глебовы              | Василий Вердеревский больше Назара Глебова (1530). Богдан Глебов был дьяк, — Фёдоров отец, а сидел в Новгородской четверти. В Великом Новгороде в Бежецкой пятине ходил в недельщиках по государевой грамоте Сава Богданович Глебов (1587), пущен был в недели на два года (до 1589). Моисей Фёдорович Глебов был у шведского посла в приставах меньше князь Никиты Борятинского: князь Никита был встречник (1618). В Рязани за городом Назар Глебов меньше Петра Денисьева, Гриши Кобякова, Ивана Коробьина и по полкам меньше Василия Петровича Борисова и Григория Селиванова (1631). |
| Чемодановы           | В приставах у царевича Ах-Девлет Ахкиртова сына — Кричко Чемоданов меньше Андрея Поводина (1533). Да у его-ж у царевичевых у служилых татар был в приставах Третьяк Чемоданов меньше детей боярских Василия Невежина и Семёна Батюшкова. Крячко Чемоданов у того-ж царевича в приставах меньше Дмитрия Данилова (1533). |
| Кобяковы (рязанцы)   | Василий и Михаил Кобяковы меньше Фёдора Денисьева, Семёна Коробьина и Стрекалы Измайлова (1521). На свадьбе у князя Василия Даниловича Холмского написано: у саней-же великой княгини ходили дьяки Иван Кобяков (1500). На Рязани Гриша Кобяков меньше Петра Денисьева и на Рязани в полках Подюс Кобяков меньше Тимофея Слизнева, Григорья Селиванова и Назара Глебова (1531). На Рязани в городе Подюс — Кобяков меньше Семёна Вердеревского, Григорья Зеленина (1536). В полках Игнатий Кобяков меньше Андрея Измайлова (1581). |
| Мещерские (князья)   | На Рязани в городе князь Юрий Мещерский меньше Истомы Колтовского, Якова и Михаила Ковериных, каширян (1537). В Пронске князь Иван Мещерский меньше Михаила Булгаковича Денисьева (1558). В Свияжске князь Григорий Мещерский меньше Андрея Коробова (1559). Князь Василий Мещерский меньше Ермолы Коробова (1582). Князь Юрий Мещерский меньше Никифора Давыдова и князя Дмитрия Борятинского (1586). В Новосиле князь Иван Морткин и князь Юрий Мещерский (1587). Князь Фёдор Бык и князь Дмитрий Мещерские меньше Василия Кузмина Короваева в объезде (1592). Князь Юрий Мещерский губной староста (1593). Князь Юрий Мещерский меньше князь Ивана Мосальского (1606). С боярином с князем Борисом Петровичем Татевым, Яковом Старковым, с дьяком Данилом Яковлевым были в окладчиках каширяне князья Иван Владимирович и Михаил Григорьевич Мещерские (1606). В списке, что сыскан на Казённом Дворе при Богдане Дубровском, написаны у патриарха в детях боярских князья Юрий и Григорий Фёдоровичи Мещерские (1643). |
| Хлоповы              | Как ходил князь великий Василий III Иванович в Великий Новгород, ясельничие были Иван Иванович Суков и Фёдор Семёнович Хлопов, а Елизарий Суков был дьяк (1510) и послан к цесарю (1517). Под Володимерцом Иван Хлопов меньше Богдана Бельского и Деменши Черемисинова (1577). Тимофей Хлопов меньше князь Ивана Борятинского в Яме городе (1594). |
| Сунбуловы            | На Рязани в городе Юрий Сунбулов меньше Якова и Михаила Ковериных каширян (1537). Фёдор Сунбулов стрелецкий голова (1585—1587). На Рязани Фёдор Сунбулов меньше Фёдора Денисьева, Семёна Коробьина, Стрекалы Измайлова и Василия Кобякова (1521). |
| Потёмкины            | Захарий Потёмкин был у казаков голова в Плавной, меньше Бориса Нарышкина, Залешенина Волохова, Михаила Чюбарова и Племянника Бурцова (1576). |
| Языковы              | На свадьбе великого князя за свахою великой княгини носили дети боярские царицыны Иван Никитич и Андрей Алексеевич Языковы (1547), а в царицыны дети боярские взяты они из истопников при великом князе Василии Ивановиче (1545), а в истопники взяты они из детей боярских из белян при великом князе Василии Ивановиче (1540). Низовец Языков был на псарне в пеших псарях при ловчем Михаиле Степановиче Клепике Еропкине, в охоте у охотника псарнаго у Фёдора Усова (1551), а сын его Низовцев в Нижегородской четверти был подьячим (1558), а имя ему Фёдор Низовцев Языков, и ныне судное дело князя Ивана Белёвского с князем Даниилом Золотым в Посольском приказе цело. Алексей Михайлович Языков в Новогороде был нарядчик в Вотской пятине при боярине Петре Никитиче Шереметьеве и при окольничем, князе Дмитрии Семёновиче Лобанове (1591). Семён Иванович Лапоть Языков сотник стрелецкий в Михайлове приказе Ушакова и в приставах у крымских гонцов (1581). В Водской пятине ходил в неделях по грамоте Пётр Иванович Языков (1586—1587). Александр Языков, Савин отец сотник стрелецкий в Смоленске в приказе Ивана Оболешева (1601). Семён Иванович Лапоть Языков из Большого Приходу был на Тверской и Никитской, по ленивым торжкам весил хлебы да калачи, а наказ ему дан от Чюлка Бартенева, и книги Лаптевы и ныне в Большом Приходе: — написано в книгах его, что делал по приказу Чюлка Бартенева (1602). В Новогороде у судных дел ходил в неделях Семён Языков. Во Пскове у владыки Изосима в детях боярских по государевым грамотам был Яким Игнатьевич Языков. При государе царе и великом князе Иване Васильевиче и при боярине, воеводе, князе Иване Андреевиче Курбском и при дьяке Остафье Дурове был в решоточных приказчиках Панкрат Языков. У тверского архиепископа в детях боярских Второй Григорьев Языков. У смоленского архиепископа в детях боярских Фёдор Яковлевич Языков (1605). Сава Александрович Языков был в головах с Никитою Парамоновичем Лихаревым, как посланы были воевать литовскую землю (1616). Алексей, Пётр и Исай Языковы были на Белой в головах от воеводы Никиты Воробина (1616). Сава Александрович Языков послан в головах с князем Никитою Гагариным к Архангельскому городу встречать наёмных немцев (1632). Дружина Михайлович Языков меньше Безобразова в объезде (1633). |
| Монастырёвы          | В Смоленске городовой приказчик Истома Монастырёв меньше Григория Семёновича Биркина рязанца (1549). Михаил Монастырёв приезжал с сеунчем из Стреката от Фёдора Пучка Молвянинова (1578). Монастырёв был в подьячих, сидел в Посольском приказе и был в казыльбащех с посланником Григорием Васильчиковым (1584—1594), в подьячих (1588). |
| Тургеневы            | Иван Васильевич Тургенев меньше Василия Григорьевича Дровнина в ясельничих (1550), Пётр Тургенев был в Астрахани у стрельцов голова и у казаков (1554) На Орле у казаков голова Дмитрий Тургенев (1565). В государеве походе у князь Семёна Борятинского был в поддатнях Василий Петрович Тургенев (1571). Дмитрий Тургенев меньше Афанасия Резанова у кизылбашских послов (1590). При царе Фёдоре и при царе Борисе Дмитрий Тургенев в Переяславле Рязанском стрелецкий голова. На Ливнах Григорий Тургенев был в головах с Иваном Полёвым (1595). В Белгороде с князь Андреем Волконским голова с московскими стрельцами Юрий Григорьевич Тургенев (1598). Дмитрий Тургенев меньше Андрея Клобукова у кизылбашских послов (1590), — дьяк был в государеве походе Иван Клобуков (1559). В Чернигове воевода Андрей Измайлов и с ним голова Григорий Тургенев (1598). У польского посланника Камаровского был в приставах Афанасий Тургенев, что был в Троицком монастыре в служках (1666). |
| Борятинские (князья) | Посылал царь Иван Васильевич воевод волною под Астрахань, и в те поры князь Андрей Григорьевич Борятинский меньше Михаила Головина, Игнатия Вешнякова, Степана Григорьевича Сидорова, рязанца (1554). В государеве походе князь Василий Иванович Борятинский в рындах меньше Богдана Яковлевича Бельского (1572). Князь Семён Борятинский меньше Богдана Бельского (1573). Князь Пётр Борятинский меньше Субботы Пушкина (1573). Князь Дмитрий Борятинский меньше Ивана Полёва (1574). В приставах князь Дмитрий Борятинский меньше Михаила Карпова и князя Дмитрия Елецкого (1576). В Полоцке князь Михаил Борятинский меньше Михаила Чоглокова (1577). В Холму были по полкам, и князь Иван Михайлович Борятинский меньше Григория Нащокина и Владимира Головина (1578). Князь Пётр Борятинский был в головах с Игнатием Кобяковым (1579). В Казанском походе князь Иван Михайлович Борятинский меньше Романа Васильевича Пивова (1584). Князь Иван Борятинский меньше Ивана Фустова и меньше Игнатия Кобякова рязанца (1591). Князь Иван Михайлович Борятинский меньше Василия Ивановича Белеутова, как были по полкам во Ржеве (1591). Князь Дмитрий Борятинский меньше Романа Пивова (1592). С Яковом Старковым и с дьяком Даниилом Яковлевым был на Кашире в окладчиках князь Григорий Иванович Борятинский (1596). Князь Фёдор Петрович Борятинский послан в Крым посланником (1604). С Каширы от Степана Колтовского и от Максима Щепотева пригонял с сеунчем князь Григорий Борятинский (1605). Князь Яков Борятинский меньше Михаила Нагого в полках (1606). Князь Юрий Фёдорович Борятинский меньше Дмитрия Шеферикова Пушкина (1655). |
| Истленьевы           | На Дедилове воеводы Никита Семёнович Вердеревский и Иван Васильевич Истленьев (1554). Данило меньшой Истленьев был в поддатнях у князя Ивана Жирового Засекина (1571). Андрей Истленьев был в головах меньше Григорья Овцына (1595). В Цивильске Пётр Головин и Григорий Истленьев (1600). |
| Неплюевы             | Григорий Андреевич Неплюев меньше Михаила Фёдоровича Сунбулова рязанца, Григорья Злобина Петрова, Истомы Васильевича Чоглокова (1555). Ходили в неделях в Великом Новгороде по грамотам и по спискам за приписью дьяка Василия Щелкалова, каков список прислан в Великий Новгород к князю Михаилу Петровичу Катыреву, Иван большой Семёнович Неплюев, Иван меньшой Семёнович Неплюев, Ждан Петрович Неплюев. В Великом Новгороде в дозорной книге Суботы Никифорова и Кузьмы Волкова написано: Шелонской пятины — Оталык Неплюев в Богословском Череменецком монастыре в служках монастырских (05 июля 1586). В Новгороде Великом судья был Илья Иванович Плещеев, а в судной избе ходил в неделях Ждан Петрович Неплюев (1595—1602), а при царе Борисе Фёдоровиче он-же, Ждан в Великом Новгороде ходил в денщиках. В приходной Новгородской книге написано, что в недельщиках ходил Яков Неплюев (1603—1604). В Великом Новгороде был в рассыльщиках Яков Жданович Неплюев и Иван Неплюев (1613). На Невле при воеводе при Тайшуне Бухвостове был стрелецкий голова Семён Ярышкин, у него в приказе был сотник Степан Степанович Неплюев. И Тайшуна переменил Матвей Степанович Колычев, а голова стрелецкий при нём был Семён Львов, а у него в сотниках был Степан Неплюев. На Луках Великих при воеводе при Иване Неелове голова стрелецкий Степан Степанович Неплюев (1613). В Новгороде у житниц был приказчик Иван Семёнович Неплюев (1615). |
| Чоглоковы            | Невзор Злобин Чоглоков меньше Алексея Ершова сына Линёва и Василия Андреевича Коробова (1555). Истома Чоглоков меньше Михаила Сунбулова в полках (1555). Шафер Борисович Чоглоков меньше князя Александра Вяземского, Афанасия Михайловича Бутурлина, Михаила Денисьева и Фёдора Соловцова в полках (1562). На Туровле воевода князь Григорий Мещерский и голова Александр Чоглоков (1567). В Полоцке Михаил Чоглоков меньше князя Михаила Чулка Засекина (1577). В государеве ратном походе у наряду был князь Семён Коркодинов, а с ним голова Истома Васильевич Чоглоков (1577). В Ругодиве Михаил Чоглоков меньше Дмитрия Вельяминова (1582). Деревской пятины Казарин Андреевич Чоглоков ходил в неделях в Новгороде, оклад ему 250 чети (1584—1586). В Великом Новгороде в Водской пятине ходил в недельщиках по государевой грамоте Андрей Истомин Чоглоков, а оклад ему был 300 чети (1586—1588). На Плюсне Александр Чоглоков меньше Гаврила Колычева (1591). |
| Мансуровы            | Как царь Иван Васильевич женил князя Владимира Андреевича, и в те поры Андрей Мансуров меньше Якова Васкова (1555). Сыскан список на Казённом дворе, и в том списке написан в решёточных приказчиках Иван Мансуров (1643). У Суздальского архиепископа был в детях боярских Смирной Амосов Мансуров. |
| Разладины            | В Чебоксарах в городничих был Неклюд Романович Разладин, меньше Григория Ивановича Перхушкова смолянина. (1559) |
| Давыдовы             | Алексей Григорьевич Давыдов меньше Богдана Посниковича Губина каширянина (1560). Андрей Давыдов меньше Игнатия Блудова. Никифор Степанович Давыдов меньше Василия Александрова в Смоленске (1579). Григорий Давыдов меньше Игнатия Засецкого (1586). В Болхове князь Владимир Мосальский и Никифор Давыдов (1587). Андрей Давыдов в Смоленске меньше Астафья Пушкина, Игнатия Блудова и Фёдора Писемского (1580). В полках Никифор Давыдов меньше Игнатия Кобякова, Андрея Измайлова и князя Петра Волконского (1582). Григорий Григорьевич Давыдов меньше Василия Еремеева в объезде (1597). Семён Поликарпович Давыдов меньше Богдана Ивановича Воцкого, прозвище Кала в объезде (1636). |
| Коркодиновы (князья) | На Луках Великих были воеводы Андрей Борисович Ступишин и князь Семён Коркодинов (1562). В Куконаусе князь Дмитрий Елецкий и князь Семён Коркодинов (1579). Князь Григорий Коркодинов меньше Игнатия Кобякова (1579). Князь Гаврила Коркодинов меньше князя Самсона Долгорукова и князя Фёдора Звенигородского (1594). |
| Голохвастовы         | Как царь Иван Васильевич ходил под Полоцк, и в те поры был стрелецкий голова Иван Голохвастов (1563). Алексей Голохвастов был в Сибири голова, меньше Афанасия Мелентьева (1599). К турскому султану послан в гонцах Салошка Голохвастов (1600). Григорий Голохвастов голова на Белой в посаде, на городе от воеводы от Никиты Воробьина (1618). На свадьбе Богдан Алексеевич Голохвастов меньше князей Петра и Фёдора Волконских, Осипа и Ивана Чемодановых (1625). В Керенском Василий Елизарьевич и Иван Юрьевич Голохвастовы были с воеводою Григорием Борняковым, и грамоты есть (1646). |
| Денисьевы            | В Астраханском походе Булгак Денисьев меньше Игнатия Вешнякова, Степана Сидорова и Ширяя Кобякова (1559). Фёдор Булгакович Денисьев стрелецкий голова (1563). В Смоленске городовой приказчик Иван Булгакович Денисьев меньше Михаила Головина и князя Ивана Дашкова (1563). Иван Юрьев Булгаков Денисьев меньше Григория Неждановича Бельского в рындах (1576). Алексей Денисьев на Рязани осадный голова меньше Ивана Васильевича Милюкова (1593). |
| Кафтыревы            | Костор Кафтырев служил в холопах по кабале у костромитина Михаила Семёновича Полозова, и дети его Алёшка и Афонка Кафтыревы служили по кабальному холопству у костромичей Ивана Филипповича и Семёна Дмитриевича Ивачевых, а кабалы иманы у них на Костроме на отца их на Костре при губных старостах Андрее Акинфове и Ермоле Языкове (1553—1557). Григорий Кафтырев стрелецкий голова, а взят из сотников в головы из приказа Ивана Мячкова, перед Полоцким походом (1563). В Полоцке городовой приказчик Фёдор Петрович Кафтырев меньше Замятни Опалева (1579). В Заволочье Богдан Кафтырев меньше Злобина и Непейцына (1581). Смольянин при державе государя царя Фёдора Ивановича Калиник Афанасьевич Кафтырев ходил в неделях в Разбойном приказе при боярине князе Дмитрие Шестунове и при дьяках Фёдоре Сафонове и Александре Языкове. Иван Васильевич Кафтырев стрелецкий голова (1588), сын его Григорий стольник и ныне жив (1639). На Костроме губной староста Долмат Кафтырев меньше Алексея Поленова (1604). Муромец Курдюк Кафтырев при царе Василье ходил в неделях в Новой чети при боярине князе Владимире Ивановиче Бахтеярове и при дьяках Фёдоре Зелёном и Афанасие Самарине (1610). Указал государь быть по воротам, и в те поры у Яузских ворот Пётр Степанович Корсаков и Курдюк Агеевич Кафтырев (1632). Курдюк Агеевич Кафтырев меньше Безобразова в объезде (1633). |
| Игнатьевы            | Тёмка Игнатьев стрелецкий голова, как царь Иван Васильевич ходил под Полоцк (1563). Пётр Игнатьев меньше Леонтия Валуева в Ленсварде (1577—1578). Матвей Игнатьев меньше Матвея Проестева в Чернигове (1592). |
| Яхонтовы             | В Ругодеве осадной голова Андрей Игнатьевич Яхонтов меньше Фёдора Чулкова туленина (1564—1565). |
| Ивашкины             | На Плове и Солове у казаков голова Михаил Ивашкин, на Дедилове казачий голова Посол Ивашкин (1565). В Белгород к князю Андрею Волконскому приезжал с грамотою Максим Ивашкин (1598). Максим Денисьевич Ивашкин в головах меньше Александра Хрущова на Волуйке (1601). Константин Михайлович Ивашкин меньше Алексея Захарьевича Шапилова в объезде, а Шапилов был во Дворце подьячим, а после и дьяк во Дворце-ж (1619). Константин Ивашкин меньше в объезде князя Романа Гагарина и Алексея Шапилова (1620). В объезде Константин Михайлович Ивашкин меньше Ивана Никитича Боркова и Василия Шарапова (1628). Константин Ивашкин меньше князя Льва Волконского в объезде (1628). |
| Булгаковы (рязанцы)  | Иван Булгаков в дьяках (1557). В государеве походе ясельничие Пётр Ярцев и Василий Дровнин, конюх Посник Булгаков (1559). В Данкове голова у казаков Юрий Булгаков (1565). На свадьбе государя царя и великого князя Ивана Васильевича всея Руси, как понял за себя Васильеву дочь Собакина Марфу Васильевну, и на свадьбе написан у мыленных ворот сын боярский царицын Тархан Иванович Булгаков (1572). Иван Юрьев сын Булгаков в рындах меньше Вериги, Григория и Давыда Бельских, да… (1576) (запись обрывается). |
| Панины               | Меньшой Панин был в дьяках и строил Девичий монастырь после пожара московского (1571). Дьяк Меньшой Панин меньше Андрея Клобукова и Романа Хвощинского (1572). Как государь царь и великий князь Иван Васильевич сочетался законным браком на царице Марфе Васильевне дочери Собакина, был в царицыных детях боярских Фёдор Панин меньше истопничего Семёна Якушкина (1572). В немецком походе Семён Панин сотник у стрельцов во Владимирском приказе Ступишина, а послан был к городу Ровному (1577). В немецком походе к городу Ровному послан крепости осматривать окольничий и воевода от наряду Василий Фёдорович Воронцов и с ним послан сотник со стрельцами Семён Панин, под Володимерцом был со стрельцами с Богданом Бельским (1577). В Козельске губной староста Фома Панин, а на его место был в Козельске губной староста Андрей Панин, а осадной голова Пётр Кошелев (1577). На Таре Степан Панин в головах с Борисом Доможировым (1594). Семён Панин меньше Василия Еремеева в объезде (1595). В Астрахани дьяк Фома Панин меньше Дементия Черемисинова (1595). |
| Унковские            | Как царь и великий князь Иван Васильевич всея Руси женился на Васильеве дочери Собакина, и в те поры были дети боярские царицыны Иван Унковский и Андрей Бокеев, у ворот, которые в мыльне, стояли царицыны-ж дети боярские Тарх Иванович Булгаков и Иван Дмитриевич Сидоров, оба рязанцы, а на лестнице мимо царевичевых хором от сенника стоял истопник Семён Якушкин с двумя царицыными детьми боярскими Фёдором Паниным и Иваном Ивановичем Булгаковым (1573). Дьяк Михаил Унковский (1602). Матвей Михайлович Унковский в головах с Григорием Семёновичем Бутиковым, как Можайск делали (1625). |
| Засекины (князья)    | На Сенкине князь Иван Михайлович Чулок Засекин меньше Фёдора Колычева (1532). На Коломне князь Пётр Васильевич Засекин меньше Михаила Ильина Бокеева (1533). В Смоленске князь Данила Засекин меньше Андрея Квашнина и Тимофея Слизнева (1552). В Казани с воеводы в городовых приказчиках князь Андрей Иванович Засекин (1555). В Кореле Василий Константинович Кобылин, а в головах у него были князья Иван Сонцов Засекин и Зубок Засекин, а Василий Кобылин новгородец, и как немецких людей побили, и он прислал с сеунчем князя Ивана Сонцова, и государь князя Ивана за сеунч пожаловал придачею к окладу 50 чети, денег 4 рубля (1575). Князь Пётр Засекин меньше Александра Хрущова на Крапивне в осадных головах (1586). |
| Волоховы             | Залешенин Никифоров Волохов меньше Бориса Нарышкина (1576). До того-ж году в Разряде искать много родов честных было с Нарышкиным: Чюбаров, Бурцов, Потёмкин, Хотяинцов, Писарев, Волков, Леонтьев, Фустов, Уваров, Мясной, Крюков, Павлов, те все с ним роды были (1576). Иван Волохов меньше Ивана Карамышева у англинских послов в приставах (1621). Андрей Афанасьевич Волохов меньше князя Ефима Мышецкого в Мангазеи (1625). |
| Милюковы             | Роман Матвеевич Милюков меньше Григория Трусова (1555). Иван Милюков меньше Леонтия Окунева в Падце (1576). В том же году Иван Истомин Милюков меньше Леонтия Окунева (1576). В Пскове Клим Милюков меньше князя Петра Борятинского (1581). Сыскан список на Казённом дворе, и в том списке написан у патриарха в детях боярских Яков Афанасьевич Милюков (1643). |
| Прончищевы           | Яков Прончищев меньше Андрея Верёвкина (1576). Осип Яковлевич Прончищев, Афанасьев отец в Стародубе был сотник стрелецкий в приказе Ивана Антоньева, в Посольском приказе сыскано (1581). Послан в Крым посланник Осип Яковлевич Прончищев, а отдавал его в Крым на размене окольничий Артемий Измайлов (1625). Иван Афанасьевич Прончищев меньше Богдана Хитрова, и он с ним местничал, дело проиграл, за что бит батогами (1658). |
| Савины               | Дьяк Измайло Савин меньше Тереха Лихачова, оба в дьяках, сидели в Галицкой чети (1576). На Орле Пётр Савин меньше Андрея Замыцкого (1577). Дмитрий Савин конюх при ясельничим Василии Дровнине (1580). В Новгороде Северском Пётр Савин меньше Ивана Пушкина (1585). На Москве стрелецкий голова Тимофей Петрович Савин, послан в Польшу с послами (1601). В книге Галицкой чети написан сотник стрелецкий Нагай Алексеевич Савин (1604). |
| Кокоревы             | В Барашах Тимофей Иванович Кокорев меньше Хлопова, Кончеева, Леонтьева (1577). В Барашах-же Тимофей Иванович Кокорев меньше Бориса Веригина Благова (1579). |
| Безобразовы          | Василий Фёдорович Безобразов в Чернигове нарядчик при воеводе князе Андрее Тростенском и Василии Белеутове, и как князь Андрей Тростенский брянчан верстал, разбирал, и жалованья давал, Василий Фёдорович Безобразов написан в разборе нарядчиком, и жалованье дано нарядчиково, а тот разборный, верстальный и жалованный список и ныне в Посольском приказе (1545). Брянчанин Матвей Васильевич Безобразов в Почепе был стрелецкий голова с осадным головою Борисом Александровичем Семичевым, Иван Алексеевич Безобразов в Трубчевске сотник стрелецкий в приказе Михаила Толбузина (1557). Истома Осипович Безобразов стряпчий с ключом, меньше постельничего Нехорошего Александровича Хлопова (1577). Стряпчие с ключом были Тимофей Андреевич Хлопов и Семён Владимирович Безобразов, укладничие Андрей Васильевич и Кузьма Осипович Безобразовы (1581). Андрей Владимирович Безобразов у жильцов меньше Тимофея Хлопова (1583). При государе царе Иване Васильевиче в Пскове у владыки Изосима были по государевой грамоте в детях боярских Шестак и Микула Безобразовы. Послан в Крым посланником Семён Владимирович Безобразов (1591). Никита Безобразов меньше Бориса Лодыгина в Путивле (1600). Алексей Безобразов меньше Гаврилы Викентьева у обоза (1601). Меркул Иванович Безобразов меньше Ивана Воиновича Ржевского в объезде (1602). Кузьма Осипович Безобразов меньше Дмитрия Андреевича Замыцкого у засеки (1604). При царе Василии Шуйском стряпчий с ключом Кузьма Осипович Безобразов, Ильин отец с постельничим Семёном Ивановичем Шапкиным (1554 и 1606). При державе государя царя Михаила Фёдоровича в Одоеве губной староста Андрей Безобразов (1618—1621). Вязьмитин Евсей Безобразов отделял поместья Аникею Бунакову в Вязьме (1652). |
| Карамышевы           | В Казани был в городовых приказчиках Григорий Нечаевич Карамышев (1554). Иван Карамышев меньше Ивана Ступишина, в головах (1577). В немецком походе у Ивана Пушкина голова с сотнею Иван Карамышев (1577). |
| Кобылины             | В Вильяне Василий Кобылин Сухой меньше Василия Овцына (1567). Посник Кобылин на Туровле стрелецкий голова меньше Посника Чмутова Ребинина (1578) и с ним же был (1578). Фёдор Никитич Кобылин меньше Ивана Андреевича Судакова в Ладоге (1585). |
| Замыцкие             | Степан Замыцкий меньше Ивана Бутурлина, Фёдора Квашнина и Фёдора Тушина (1515). На свадьбе Василий Замыцкий меньше Фёдора Коробова (1548). В Полоцке городничий Василий Константинович Замыцкий (1563). На Луках Великих Иван Степанович Злобин, да по вестям был с ним митрополичий дворянин Фёдор Андреевич Замыцкий, Даниилу Замыцкому большой брат родной (1579). Иван Михайлович Замыцкий на Коломне ямской приказчик при воеводе князе Никите Борятинском (1617). У патриарха Филарета в детях боярских Матвей и Григорий Васильевичи Замыцкие (1621—1622). |
| Лихаревы             | Чеглок Васильевич Лихарев служил по кабальному холопству у князь Михаила Реткинского и вёрстан по Кашире (1402). Борис Степанович Лихарев меньше Михаила Ивановича Бурцова в Алысте (1579). Борис Лихарев меньше Левонтия Валуева на Невле (1583). В Разряде дьяк Фёдор Лихарев (1595). Никита Парамонович Лихарев, Васильев и Яковлев отец меньше Юрия Васильевича Вердеревского в полках (1617). Фёдор Ермолаевич Лихарев меньше Степана Лукьяновича Хрущова в полках (1627). Лукьян Степанович Лихарев у митрополита ростовского Варлаама был в детях боярских, а сын его Сергей и ныне у митрополита служит. Умран Иванович Лихарев служил во дворе по кабальному холопству у князя Андрея Глинского (1651). |
| Наумовы              | Яков Гаврилович Наумов меньше князя Ивана Даниловича Гагарина (1579). Елизарий Наумов меньше Фёдора Михайловича Зезевитова в приставах у волоских посланников (1591). Тот же Елизарий Наумов меньше суздальца Венедикта Алексеевича Трегубова, которые посланы в Нижней суда делать для Астраханской посылки под запас (1585). Константин Андреевич Наумов меньше Ивана Жидовского Яковлева: посланы в Брянск досматривать города и чертёж учинить, и тот чертёж подали в Пушечный приказ, и как переписывал Пушечный приказ Владимир Белый, и тот чертёж и сметы за руками в той описи написано имянно, и та Владимирова роспись и ныне за его рукою в Разряде в старых делах (1591). Константин Андреевич Наумов меньше князя Василия Григорьевича Щетинина, на Орле в головах с ним (1592). Фёдор Юдинович Наумов меньше Юрия Васильевича Дмитриева в Тюмени (1592). Фёдор Суворович Наумов меньше Василия Еремеева в объезде (1598). Василий Петрович Наумов меньше Гаврилы Ивановича Пушкина, как были на Дону стольники и воеводы Иван Севостьянович и Яков Тимофеевич Хитрово, и волуйскому воеводе Юрию Наумову велено быть с ними, и грамоты есть (1622). |
| Зубовы               | В Смоленске дьяк Игнатий Зубов, Матвеев отец (1579). В Смоленске дьяк Игнатий Зубов меньше Юрия Темирева и князя Ивана Гагарина (1579). Фёдор Михайлович Зубов пристав у папина посла до Москвы, а на Москве был с послом Данила Исленьев и Пётр Стромилов, и потому Фёдор Зубов меньше Петра Стромилова (1601). Илья Иванович Зубов меньше Ивана Никифоровича Давыдова в Астрахани (1635). |
| Колтовские           | Темир Колтовский меньше Романа Вердеревского в Брянске (1581). Артемий Колтовский меньше князя Григория Засекина (1583). Артемий Иванович Колтовский меньше Андрея Александровича Давыдова (1584). В Переяславле Рязанском губной староста Василий Данилович Колтовский (1591—1592). Фёдор Колтовский меньше Ивана Писемского: посланы были от воевод князя Бориса Канбулатовича Черкаского с татарами (1592). Фёдор Колтовский меньше князя Андрея Звенигородского, Ивана Полёва, князя Семёна Гагарина и Владимира Вешнякова в полках (1594). На Ливнах указал государь быть Ивану Полёву, а с ним письменный голова Степан Колтовский (1595). На Кашире были в окладчиках с Яковом Ивановичем Старковым: Фёдор Борисович, Иван Александрович и Иван Борисович Колтовские (1606), а Василий Старков губной староста в Шацком меньше Смирного Вышеславцова (1598). Иван Александрович Момот Колтовский прислан с сеунчем из под Серебряных Прудов от воевод князя Андрея Хилкова и Богдана Глебова, и за тот сеунч Иван пожалован (1607). |
| Загряжские           | Дьяк Григорий Загряжский был в Литве на посольстве с Морозовым (1527). В Свияжске городовой приказчик Фёдор Дмитриевич Загряжский меньше Михаила Милюкова (1551). В Куконаусе Тимофей Загряжский меньше князя Семёна Коркодинова (1578). Афанасий Загряжский, Ивана Полосухи отец меньше Матвея Васильевича Воейкова в Торопце (1580). На Луках Великих Афанасий Фёдорович Загряжский меньше Михаила Бурцова (1585). В Новгороде в Бежецкой пятине Матвей Афанасьевич Загряжский по грамоте ходил в недельщиках, отпущен на два года, оклад ему 190 чети, да в Новгороде же ходил в недельщиках Тимофей Загряжский (1586—1588). В Торопце Афанасий Загряжский меньше Григория Колединского и Матвея Воейкова (1591). На Ейне с князем Владимиром Масальским в головах Иев Загряжский (1595). Из под Круцбора от Ивана Елчанинова приезжал с сеунчом Томило Непейцын (1596). В Стародубе Яков Старков и Андрей Загряжский (1596). Алексей Загряжский меньше Ивана Толбузина потому, что князя Ивана Гагина и Михаила Салтыкова за Сицкого сажал в тюрьму Иван Толбузин, а выпускать ездил Алексей Загряжский (1596). Худяк Загряжский в объезде меньше Ивана Ржевского, Челищева и Посника Непейцына (1602). При царе Василии Ивановиче из Вереи Кузьма Малышев прислал от себя с сеунчом Ивана Афанасьевича Загряжского. В четвертной книге написано Григорию Алексеевичу Загряжскому, из чети денежного окладу ему 6 рублей (1603). В Бежецком Верху воевода Максим Языков, а от него послан на съезд к казаком и к Литве Григорий Афанасьевич Загряжский (1618—1619). В объезде Григорий Афанасьевич Загряжский меньше Василия Шерапова, Михаила Гурьева и Михаила Челюскина (1628). Григорий Афанасьевич Загряжский меньше Ивана Милюкова в объезде (1630). |
| Нащокины             | На Севере Никита Алферьев сын Филипов Нащокин меньше Василия Коробова (1531). Князь Иван Елецкий и Семён Нащокин (1564). В Алысте князь Михаил Засекин и Дмитрий Нащокин (1564). Михаил Безнин меньше Игнатия Блудова (1569). Михаил Безнин в Ругодиве меньше Якова Волынского, князя Неклюда Путятина (1573). Пётр и Ермолай Нащокины меньше Василия Зузина, Игнатия Татищева, Демьяна Черемисинова, Боима Воейкова (1576). Роман Алферьевич Безнин у знамени меньше Фёдора Булгакова (1577). Михаил Безнин меньше Астафия Пушкина (1577). Филипп Александрович Нащокин меньше Михаила Ивановича Бурцова в Куконосе, в большом городе (1580). Александр Михайлович Нащокин на Луках Великих стрелецкий сотник в приказе у головы у Михаила Змеева (1581). Дементий Черемисинов разведён с Михаилом Безниным (1584). Михаил Безнин разведён с Дементием Черемисиновым (1584). В приставах у послов Григорий Нащокин меньше Елизария Ржевского, князя Ивана Звенигородского, Андрея Клобукова (1591). Филипп Нащокин меньше Самсона Дмитриева в Куконаусе (1591). В Пскове у владыки Изосима по грамоте в детях боярских Сава Богданович Нащокин. Семён Алферьевич Безнин меньше Богдана Бельского (1599—1600). Владимир и Афанасий Григорьевичи Нащокина были на Белой в головах в осаде по башням от воеводы Никиты Воробьина (1618). |
| Волконские (князья)  | Дмитрий и Потул Волконские были не князья и, где бывали у государевых дел, писали их не князьями (1514). Верига Волконский меньше Чулка Засекина и князя Петра Елецкого (1514). На Туле Дмитрий и Потул Волконские меньше Внука Михайлова и Ивана Тутыхина (1519). Верига Волконский меньше князя Петра Елецкого и Юрия Нащокина (1519). Князь Пётр Афанасьевич Волконский меньше Михаила Безнина, Петра Нащокина, Игнатия Кобякова (1578—1579). Князь Пётр Афанасьевич Волконский меньше Василия Ивановича Белеутова, как были во Ржеве по полкам (1581). Князь Пётр Волконский меньше Андрея Измайлова и Игнатия Кобякова (1581). Князь Андрей Волконский меньше Григорья Овцына (1582). Князь Андрей Романович Волконский меньше Григорья Петровича Колединского (1589). На Ливнах князь Григорий Волконский в головах с Иваном Полевым (1595). На Туле в окладчиках князь Михаил Волконский, князя Ивана Хромого отец, прозвище было Бубен, сидел с воеводою с Фёдором Ефремовичем Сухотиным: выбирал с ним на Волуйку на размен детей боярских (1627). |
| Бурцовы              | В Туровле казачий голова Фёдор Бурцов (1568). Племянник Бурцов в головах от Бориса Нарышкина (1576). Михаил Бурцов меньше дьяка Дружины Петелина на немецком съезде на Плюсе реке в Шелонской пятине (1583). |
| Змеевы               | В Лифлянском походе стрелецкий голова Иван Змеев и был с Богданом Бельским под Володимерцом (1577—1578). Тимофей Змеев в Чебоксарах стрелецкий голова, послан с воеводою Никифором Чепчюговым, а в приказе у него было стрельцов 308 человек (1583). Иван и Тимофей Змеевы сотники стрелецкие (1585—1591). На Таре с Борисом Доможировым был голова Василий Змеев (1594). Иван Змеев меньше Осипа Секирина и Богдана Ходырева у Водяных ворот, как были дворяне по воротам для бережья (1632). Посник Змеев на Москве решоточный приказчик, а прямое имя Поснику было Сысой. |
| Татищевы             | В Изборске осадныя голова Матвей Татищев (1583). При царе Иване Васильевиче Грозном в Великом Новгороде при боярине и воеводе, князе Иване Андреевиче Курбском и дьяке Астафье Дурове был в решоточных приказчиках Потёмка Татищев. Михаил Волков Татищев сторожи ставил в походе государеве, а дозирали сторожа Боим Воейков и Роман Пивов, и потому Михаил ровня Воейковым и Пивовым (1591). Думный дворянин Игнатий Петрович Татищев меньше Богдана Бельского и Дементия Черемисинова, дозирал засеки (1594). |
| Мясные               | Иван Мясной меньше Бориса Нарышкина и Романа Писарева в судовой рати (1576). Дьяк Андрей Мясной (1579). На Воронеже Иван Судаков Мясной меньше Василия Биркина (1586). Иван Мясной меньше Василия Сукина, ставил Тобольск (1586). Андрей Никитич Мясной конюх при ясельничим Василии Дровнине (1590). В Белгороде с князем Андреем Волконским был казачий голова Карман Мясной (1598). На Ливнах князь Михаил Волконский и голова Судок Мясной (1601). Лукьян Иванович Мясной на Москве стрелецкий голова (1625). |
| Хрущовы              | Лукьян Хрущов послан в Литву гонцом (1582—1583). В Брянске голова Лукьян Борисович Хрущов меньше тверитина Воина Васильевича Кондырева (1590). Александр Васильевич Хрущов меньше князя Петра Ивановича Горчакова, как послан на Берёзов — Александр в головах был с ним (1596). Борис Лукин Хрущов в Рыльске в товарищах с Андреем Бунаковым (1602—1603). Борис Хрущов меньше Ивана Лодыженского на Валуйке (1604). Иван Лукин Хрущов меньше Андрея Полева (1618). Сава Хрущов был на размене в головах с сокольничим Семёном Головиным, а с размена с Валуйки послан был он, Сава Хрущов провожать в головах посланника в Крым Никиту Парамоновича Лихарева до крымского рубежа (1621). |
| Бельские (князья)    | Князь Дмитрий Оксак Григорьевич Бельской меньше головы Бориса Логвиновича Цыплетева у обоза в Серпухове, как был в Серпухове князь Фёдор Иванович Мстиславский (1591). |
| Хотяинцевы           | Иван Хотяинцов казачий голова с Борисом Нарышкиным (1576). Григорий Иванович Хотяинцов меньше Юрия Сазонова в Данкове (1591). Андрей Хотяинцов меньше Дмитрия Беклемишева в полках (1622). |
| Воейковы             | Баим Васильевич Воейков меньше Левонтия Давыдовича Лодыженского, как послан на казанские луговые люди (1405). При царе Иване Васильевиче Грозном в Пскове у владыки Изосима по государевой грамоте был в детях боярских Осташка Воейков. При царях Иване Васильевиче и Фёдоре Ивановиче в Новгороде Великом в Обонежской пятине губной староста Михаил Игнатьевич Воейков. На свадьбе царя Ивана Васильевича Грозного, как понял за себя Васильеву дочь Собакину, Иван, Матвей и Баим Воейковы меньше Товарища Григорьевича Велина, Луки и Пиная Кузьминских, Фёдора Елчанинова и Ивана Хитрово, на той же свадьбе у ворот на государеве дворе Семён Овцын и Фома Велин (1572). Из Куконауса Богдан Бельской посылал к королю Архымагнусу от себя с речью Богдана Борисовича Воейкова (1577). Казарин Звягинович Воейков в поддатнях у Михаила Солового Петрова у рогатины: с самопалами Давыд Нежданович Бельский, а у него в поддатнях Иван Борисович и Фёдор Воейковы (1577). Матвей Воейков меньше Фёдора Булгакова на Себежи (1591). В Царёве Шанчюрском Баим Васильевич Воейков меньше Романа Вердеревского (1591—1592). В Путивльских проезжих станицах станичный голова Иван Григорьевич Юшков, а с ним в товарищах станичник сын боярский белёвец Тимофей Воейков (1597—1598). На Рязань к Владимиру Игнатьеву и Петру Хрущову приезжал Дмитрий Воейков, а привозил белодворцам казакам денежное жалованья (1598). В проезжих Путивльских станицах станичной голова Григорий Кошелев, а с ним в товарищах станичник сын боярской Никифор Афанасьевич Воейков (1598). Андрей Матвеевич Воейков меньше князя Якова Борятинского и князя Григория Гагарина в Новгороде Северском (1605). Степан Семёнович Воейков в Козельске был сотник стрелецкий (1616—1617). Прокофий Семёнович Воейков, Никифоров отец меньше Юрия Васильевича Вердеревского в полках (1617). Владимир Петрович Воейков, можеитин был в приставах от Вязьмы до Москвы у литовского посланника, а за городом встретил и на Москве в приставах был Григорий Иванович Борняков (1637). |
| Зиновьевы            | При царе Иване Васильевиче Грозном в Пскове у владыки Изосимы по государевой грамоте был в детях боярских Клим Зиновьев. Афанасий Зиновьев меньше Фёдора Колтовского на Ливнах (1592). Лев Зиновьев в поддатнях у Бориса Вельяминова (1598). Из Белгорода от князь Андрея Волконского послан с людьми казачий голова Корман Мясной, а с ним послан Иван Зиновьев, и того-ж году в Белгород прислан к князю Андрею Волконскому суда делать Алексей Зиновьев (1598). Афанасий Зиновьев меньше Дмитрия Пушечникова, сидел на Новом Земском Дворе, в товарищах, а Дмитрий на Старом Дворе (1607). Указал государь быть дворянам по воротам, и Фёдор Зиновьев меньше Ивана Ерлыкова, Ивана Кологривова, Фёдора Полтева, Фёдора Засецкого, Фёдора Есипова, Трегубова и Афанасия Волохова (1632). В Томском Фёдор Зиновьев был письменный голова с Фёдором Шишкиным (1633). Иван Петрович Зиновьев, Елисеев отец, меньше был в объезде Витяговского, Чемесова, Спешнева, Языкова, Вахрамеева, Матова, Кучецкого, Тарбеева, Щербачова, Давыдова, и в том же в году стрелецкий голова Григорий Чемесови меньше Григорья Борнякова в приставах (1636). Иван Зиновьев меньше Богдана Ивановича Воейкова в объезде (1636). Андрей Зиновьев меньше Никиты Панина и Фёдора Рагозина (1637). В Судных приказах Афанасий Зиновьев меньше Никиты Алексеевича Зузина (1648). В Московском Судном приказе Иван Алферьев и Афанасий Зиновьев, меньше Григорья Нащокина (1649). |
| Чулковы (рязанцы)    | Фёдор Данилович Чулков меньше Афанасия Зиновьева на Ливнах (1592). Фёдор Чулков в головах с Иваном Полевым на Ливнах (1595). Фёдор Чулков в головах с Богданом Бельским, как Борисов ставили (1599). |
| Дашковы (дворяне)    | В Сибири в Тобольске Богдан Дашков был в головах с Василием Сукиным (1586). Богдан Дашков меньше Ивана Мясного туленина в Сибири (1586). Богдан Битюков Дашков в головах меньше Афанасия Загряжского в Чернигове (1593). Яков Аксентьевич Дашков меньше князя Никиты Гагарина (1617). Яков Аксентьевич Дашков меньше Семёна Ивановича Жеребцова в Троице-Сергиевом монастыре (1618). Аксентий Дашков, Яковлев отец, Андреев да Васильев дед родной в Алексине был сотник стрелецкий у 30 человек (1590—1591). |
| Ловчиковы            | Григорий Ловчиков был в ловчих, а в сокольничих Иван Бобрищев Пушкин, и потому ровня с Бобрищевым (1568). Иван Михайлович Ловчиков в пеших псарях на псарне у охотника псарского, в охоте у Михаила Ерлыкова (1591). Юрий Ловчиков в головах с Андреем Измайловым в Чернигове (1598). Юрий Ловчиков меньше Владимира Вешнякова на Валуйке (1602). Сыскан список на Казённом дворе, и в том списку написано, что у суздальского архиепископа в детях боярских Василий Фёдорович Ловчиков (1643). |
| Челищевы             | В Смоленске был городовой приказчик Андрей Дмитриевич Челищев (1554). Фёдор Никитич Челищев в Болхове меньше Петра Михайловича Судакова (1563). |
| Акинфовы             | Иван и Григорий Петровы Акинфовы в поддатнях у рынды Дмитрия Петрова, и в том же году Фёдор Петров Андреев Акинфов был в поддатнях у Ивана Васильевича Воейкова у рогатины в немецком походе (1577). Послан в Литву гонцом Андрей Акинфов (1587). Фёдор Петрович Акинфов меньше князя Мирона Шаховского (1591). Послан гонцом в Крым Андрей Акинфов, и приезд его в том же году к Москве (1593). Фёдор Петрович Акинфов меньше Фёдора Пушкина в Рыльске (1597). Дьяк Андрей Акинфов, Левонтьев отец, а был он в объезде в Китае меньше дьяка Василия Маркова (1602). В Челобитном приказе дьяк Калистрат Акинфов меньше дьяка Василия Волкова (1638). Во Владимирском Судном приказе дьяк Калистрат Акинфов меньше дьяка Тимофея Агеева (1644). |
| Яновы                | При царе Иване Васильевиче Грозном и при боярине и воеводе, князе Иване Андреевиче Курбском был в решоточных приказчиках Клим Янов в Великом Новгороде. Дьяк Фёдор Осипович Янов, отец думного дворянина Василия Янова (1602). Фёдор Осипович Янов в объезде меньше Андрея Замыцкого, Ивана Ржевского, Никиты Пушкина, Петра Челищева, Посника Непейцына, Фёдора Унковского, Меркула Безобразова, Ивана Белкина, Ивана Елизарьевича Неелова, Никиты Кутлукова, и он-же Фёдор в том же объезде меньше дьяков Василия Маркова и Ивана Салманова (1602). |
| Аладьины             | В Путивльских проезжих станицах написан сын боярской станичник Фёдор Аладьин с Михаилом Толочановым (1597—1598). Дьяк Василий Аладьин, Никитин отец, а на встрече был при королевиче меньше дьяков Василия Маркова и Сапуна Абрамова (1602). Фёдор Григорьевич Аладьин в полках меньше князя Никифора Мещерского, Степана Хрущова, Фёдора Болшева, Фёдора Грекова, князя Михаила Щетинина, князя Андрея Мосальского, Петра Пушкина, Василия Чевкина и Дмитрия Беклемишева (1624). Василий Аладьин был в дьяках и в объезде, и том же году меньше был Андрея Замыцкого, Ивана Ржевского, Никиты Пушкина, Петра Челищева, Посника Непейцына, Худяка Загряжского, Меркула Безобразова, Ивана Белкина, Фёдора Унковского, Ивана Елизарьевича Неелова, да он-же Василий меньше дьяков в том же объезде Василия Маркова, Ивана Салманова, Фёдора Янова, Афанасия Малыгина, Павла Матюшкина, Степана Владычкина, Мещенина Каменева, Богдана Григорова, Михаила Унковскаго (1602). Тимофей Денисьевич Аладьин меньше Максима Петровича Крюкова (1632). |
| Желябужские          | Григорий Григорьевич Желябужский сотник стрелецкий (1590—1599). Дьяк Пётр Желябужский (1604). У послов со встрешниками были дьяки Пётр и Григорий Желябужские (1604). В Перемышле губной староста Иван Желябужский в товарищах с Сулдешем Щербачовым. Пётр Григорьевич Желябужский меньше Семёна Коробьина и Гаврилы Хлопова на Вологде: с Вологды от себя Семён посылал с сотнею к Гаврилу Петра (1612). Иван Пятово Желябужский, прозвище Баран сотник стрелецкий в Козельске (1617—1618). Тимофей Сидорович Желябужский меньше Осипа Супонева, как лошадей с дворов московских сбирали (1632). |
| Дашковы (князья)     | В Свияжске князь Семён Дашков меньше Василия Карпова (1558). Князь Иван Дмитриевич Дашков меньше Михаила Головина (1563). Князь Андрей Дашков голова на Старой Рязани — из Переяславля Рязанского послан от Василия Биркина (1584). |
| Аничковы             | Иван Григорьевич Аничков меньше Василия Никитича Огарева: в Холму были осадные головы (1584). Иван Злобин Аничков меньше новгородца Ивана Андреевича Судакова в приставах у шведских послов, а на Москве был в приставах Фёдор Петрович Акинфов (1621). Андрей Степанович Аничков в Чебоксарах городничий с воеводою Никитою Парамоновичем Лихаревым (1624). |
| Вельяминовы (туляне) | На Дедилове воевода Андрей Никитич Мясной, а с ним осадной голова Яков Вельяминов (1580). Никита Вельяминов осадный голова на Дедилове (1584). Послан в Крым посланником туленин сын боярской Матвей Вельяминов (1595). Кузьма Вельяминов меньше Кармана Мясного в Белгороде (1598). Кузьма Вельяминов меньше князь Андрея Волконского (1598). |
| Карауловы            | Степан Караулов сотник стрелецкий в приказе Юрия Петровского (1590—1591). Тимофей Фёдорович Караулов стрелецкий голова, послан в Казань и был у пеших стрельцов с воеводою с Перфилием Секириным (1624). |
| Можаровы (рязанцы)   | Ивана Можарова Старого отец Иван-же Можаров был в государеве дворцовом селе Волуеве приказчик (1592). В Михайлове Иван Иванович Можаров сотник стрелецкий (1598). |
| Ляпуновы             | Выехал из Литвы Иван Петрович Хирон, а про себя наперёд выслал оповестить к великому князю Данилу (?) Ивановичу (прим. Василия III Ивановича) двора своего послуживца Ляпунку Дементьева сына Ильина, и ныне то написано в Посольском приказе (1510). В Чебоксарах Григорий Шетнев и Пётр Ляпунов (1583). В Данкове осадной голова Пётр Ляпунов (1584). Ульян Семёнович Ляпунов меньше Ивана Юрьевича Ловчикова в полках рязанских (1625). Как был Тимофей Устинович Хрущов на Воронеже, и ему велено ходить в объезд города в сход ко Льву Ляпунову, и он на него писал, и к нему прислана грамота, чтобы он ходил к Ромодановскому, а с ним разведён (1658). Семён Ляпунов выдан головою окольничему князю Григорию Козловскому (1677). |
| Павловы-Андреевы     | Григорий Павлов меньше Бориса Нарышкина в головах: из Серпухова послан в Плавную (1576). Борис Павлов осадной голова в Михайлове (1584). Иван Васильевич Андреев поместный атаман казачий и ездил в товарищах со станичным головою в Белёвских станицах с Иваном Сатиным (1597—1598). Михаил Андреевич Павлов меньше Ширая Кобякова на Хортице (1558). Из Белгорода в посылке от князя Андрея Волконского Василий Павлов меньше Кармана Мясного (1598). В книге Галицкой чети написан сотник стрелецкий Дёмка Павлов (1604). |
| Чевкины              | Юрий Чевкин на Резани осадной голова (1584). Юрий Чевкин был в Переславле Рязанском губной староста меньше Ивана Васильевича Милюкова и Алексея Денисьева (1593). Юрий Чевкин в Переславле Рязанском губной староста с осадным головою Михаилом Сонцовым (1598). Юрий Чевкин меньше Петра Сотницына: он, Пётр прислан с Москвы, а с ним, Петром велено ему, Юрию Чевкину на Резани собрать наместничьи доходы, и Юрий Чевкин с Петром Сотницыным наместничьи доходы сбирал и меньше его был (1598). У Василия Петровича Чевкина суд был в отечестве с Фёдором Ермолаевичем Лихаревым (1628). В Переславле Рязанском были губные старосты Илья Чевкин и князь Горчаков. |
| Сатины               | Юрий Сатин осадной голова в Пронске (1584). Иван Сатин был в станичных головах: стоял у Тихой Сосны на Колмиюской сакме у Каменного броду, а был он меньше стоялого головы Григория Петровича Ляпунова (1595). |
| Вердеревские         | Роман Вердеревский меньше Василия Измайлова (1580). Василий Вердеревский меньше Луки Хрущова (1585). Гур Вердеревский меньше Баима Воейкова и Андрея Измайлова (1584). Василий Вердеревский меньше Андрея Мясного (1584). Василий Вердеревский меньше Родиона Биркина (1585). Григорий Вердеревский меньше Луки Новосильцова в головах на Терке (1588). Иван Петрович Вердеревский, Григорья и Петра отец бил челом в отечестве на Максима Петровича Корсакова, и ему указ ничего не учинено, а по сказке в том полку был, где указано (1632). |
| Ладыгины             | Пётр Ладыгин меньше Василия Овцына в полках (1514). Пётр Ладыгин меньше князя Андрея Кропоткина и Ивана Мизинова (1514). Пётр Ладыгин меньше Василия Ивановича Володимерова Овцы в полках (1519). Шарап Ладыгин послан к папе в посланниках, в товарищах с Еремеем Трусовым (1527). На Ямегороде Семейка Ладыгин меньше Василия Собакина (1582). В Пскове воевода Дмитрий Иванович Обиняков Вельяминов, а с ним голова Борис Ладыгин (1589). Иван Ладыгин стрелецкий голова в государеве походе, как царь Фёдор Иванович ходил под Иван Город, и у Иван Города у пролома был Иван Ладыгин со своим приказом и стрельцами: был в полку у воеводы у Семёна Фёдоровича Сабурова (1590). В Ладоге Василий Ладыгин меньше князя Григория Коркодинова (1591). В проезжих Ливенских станицах в вожжах был Ждан Ладыгин у станичного головы Степана Хрущова (1597—1598). В государеву радость Артемий Ладыгин у воды меньше Константина Михалкова (1626). |
| Огарёвы              | В Казани дьяк Фёдор Васильев Огарёв (1553). В Юрьеве Ливонском в городничих Андрей Емельянович Огарёв в товарищах с Никифором Фёдоровичем Вышеславцовым (1558—1559). Посник Григорьевич Огарёв сотник стрелецкий (1559—1562). Григорий Огарёв стрелецкий голова и под Иваном городом и у города у пролома был со своим приказом со стрельцами (1590). Посник Огарёв стрелецкий голова (1591). |
| Отяевы               | Осип Отяев стрелецкий голова в немецком походе под Иваном городом, и у пролома у города он Осип с приказом своим со стрельцами был с воеводою с князем Иваном Токмаковым (1590). Иван Отяев меньше Игнатия Савина в Брянске (1598). |
| Засецкие             | Андрей Засецкий сотник стрелецкий при царе Иване Грозном и при царе Фёдоре Ивановиче. В Мещовске при царе Борисе Годунове губной староста Жук Засецкий в товарищах с Юрием Кондыревым и Юрием Камениным. Григорий Засецкий, сотник стрелецкий в приказе Казарина Бегичева (1585—1594). Стрелецкий голова Темир Засецкой (1587—1599). Осип Засецкий стрелецкий голова (1590). Темир Засецкий стрелецкий голова, послан из Астрахани с московскими стрельцами на Сиг города ставить с воеводами (1595). Жук Засецкий губной староста в Мещовске меньше осадного головы Сулешева Хлыстова (1598). Фёдор Андреевич Засецкий меньше Степана Тарбеева и Григория Кошелева, у Мясницких ворот для береженья дворяне (1632). |
| Микулины             | Григорий Микулин стрелецкий голова. Андрей Микулин, Львов отец стрелецкий голова (1590). |
| Коробьины            | Гаврила Васильевич Коробьин голова на Рязани (1590), у Вяжевской засеки меньше Юрия Чевкина (1604). Гаврила Васильевич Коробьин на Рязани осадной голова меньше Ивана Васильевича Милюкова (1595). В Ростове губные старосты Василий Мещеринов и Афанасий Коробьин (1625). |
| Благие               | Яков Благой меньше Богдана Бельского (1577). Иван Шемякин Благой и Иван Вахрамеев меньше Богдана Бельского под Володимерцом (1577). Елизарий Благой послан в Литву гонцом (1579—1580). На посольстве Пётр Благой меньше Фёдора Писемского (1586). Аврам Благой меньше Григория Васильчикова и Посника Непейцына (1591). В объезжих головах Пётр Владимирович Влагой меньше Тимофея Барыкова, Василия Еремеева и Ивана Вахрамеева (1591). На Себеже Иван Шемякин Благой меньше Фёдора Булгакова и Матвея Воейкова (1591). Афанасий Иванович Благой меньше Петра Суворова Наумова, провожал послов папы римского (1597). |
| Хвощинские           | Дьяк Роман Хвощинский (1572). Кузьма Хвощинский прислан с сеунчем от Данилы Исленьева, как были головы в посылке с сотнями за татары (1591). Кузьма Романович Хвощинский меньше Петра Фёдоровича Андреева и Михаила Ивановича Юшкова в головах в Белгороде (1603). |
| Мосальские (князья)  | В Шацком князь Осип Дмитриевич Мосальский меньше князя Тимофея Кропоткина (1558). В Кореле Григорий Колычев и князь Андрей Мосальский (1570). Князь Василий Мосальский с суда обвинён Роману Олферьеву, и дана на князя Василия Роману правая грамота (1572). Послан города Кром ставить князь Владимир Мосальский и Пётр Кошкаров, а с ними со всеми велено быть головам: с Орла Богдан Юрьевич Арсеньев, из Болхова голова Корман Мешков Мясной, из Королева голова Дементий Юшков, с Тулы станичные головы Судок Андреевич Мясной и Крестьянин Семёнович Данилов, и на Петра Кошкарова не били челом, все с ним были (1593). В Чернигове воевода Андрей Измайлов и голова князь Василий Мосальский (1598). С князем Владимиром Мосальским разведены Фёдор Жеребцов Семён Блудов (1598). Князь Владимир Шаня Мосальский и князь Дмитрий Мосальский меньше Михаила Нагого (1606). |
| Кашкаровы            | Иван Кашкаров стрелецкий голова на Терках (1594). |
| Орловы               | В Суздальской десятне во 2-й статье Хотун Семёнович Орлов, поместной ему оклад 50 чети, денег 4 рубли; в 3-й статье Тимофей Путилович Орлов, поместной оклад 100 чети, денег 7 рублёв (1575). Никита Орлов меньше Ивана Фефилатьевича Бибикова и Семёна Погожева, — делал Ливенскую засеку (1594). В проезжих станицах станичный голова Богдан Глебов, а с ним в товарищах станичник сын боярской Иван Гневушевич Орлов (1597). У казанскаго митрополита в детях боярских Фрол Осипович Орлов (1662—1663). |
| Образцовы            | Семён Фёдорович Образцов казачья голова, послан на Еик города ставить с воеводой (1595). Григорий Образцов меньше Богдана Бельского (1593). |
| Елагины              | На Ситне голова казачий Иван Елагин (1576). В Великом Новгороде были решоточные приказчики в Воцкой пятине ходили в неделях по государевым грамотам Иван Иванович, Борис Степанович, Фёдор Данилович Елагины (1584). При государе царе Иване Васильевиче в Пскове у владыки Изосима были в детях боярских по государевой грамоте Еким и Юшка Елагины. При государе-ж царе Иване Васильевиче и при боярине и воеводе, князе Иване Андреевиче Курбском в Великом Новгороде были решоточные приказчики Дурак и Бострыга Елагины. Григорий Елагин послан на Еик города ставить, а был у свияжских стрельцов голова (1595). |
| Кикины               | Семён Кикин станичная голова меньше стоялого головы Григорья Петровича Ляпунова: стоял у Тихой Сосны на Колмиюсской сакме, у Каменного броду (1595). Иван Фёдорович Кикин меньше Дмитрия Беклемишева в полках (1622). Иван Фёдорович Кикин меньше Андрея Наумова и Осипа Хлопова (1623). Пётр Кикин меньше Фёдора Болшева в полках (1624). |
| Толстые              | В государеве походе рында у рогатины князь Семён Борятинской, а у него в поддатнях Григорий Степанович Толстой (1571). Из под Невчина от Михаила Безнина к государю прислан ржевитин сын боярской Андрей Толстой (1577). Андрей Толстой в головах у Черемисинова и Ивана Елчанинова (1580). Прокофий Толстой послан в Литву гонцом (1584—1585), в Сибири (1594). Прокофий Толстой головах от князя Петра Ивановича Горчакова, как князь Пётр был послан на Березов (1596). Станичной голова Степан Михайлович Ушаков, у него в товарищах станичник сын боярской Роман Васильевич Толстой (1597—1598). В списке, каков сыскан после московского разорения в Разряде, написано в Серпейской десятне голова у казаков Селиверст Толстой (1607). Михаил Толстой меньше Михаила Писемского, Ивана Арбузова, Ивана Можарова (1638). Андрей Толстой меньше князя Григория Козловского (1677—1678). |
| Молчановы            | Матвей Молчанов меньше Василия Еремеева в объезде (1607). |
| Лодыженские          | Левонтий Лодыженский стрелецкий голова из сотников, Савин Ефремович Лодыженский в Алексине сотник стрелецкий (1582—1600). В Белёве сотник стрелецкий Василий Никитич Лодыженский у 40 человек (1589). Иван Лодыженский стрелецкий голова с князем Андреем Волконским, как ставил Белгород (1597). Из Белгорода от князя Андрея Волконского в посылке Фёдор Лодыженский меньше Кормана Мясного (1598). В Брянске Ларя Лодыженский осадный голова меньше Игнатия Савина (1598). Дьяк Леонтий Лодыженский, а сидел в Разряде (1603). Василий Лодыженский сотник стрелецкий в Новосиле у 20 человек, а на его место брат его Кирилл Лодыженский, сотник-же стрелецкий (1617—1622). Фёдор Обросимович Лодыженский у стола стоял с Семёном Лукьяновичем Стрешневым (1627). Иванович Лодыженский меньше князя Ивана Манки Борятинского в приставах у шведских послов (1631). Дементий Харитонович Лодыженский меньше Игнатия Богдановича Воейкова в объезде (1638). |
| Якушкины             | В истопничих Семён Якушкин (1572—1573). В государеве ратном походе был дьяк из Земского приказа Башмак Якушкин (1577). Ставили Белгород воеводы, а с ними стрелецкий голова Третьяк Якушкин (1596). |
| Новосильцевы         | В Смоленске городовой приказчик Фёдор Шелаевич Новосильцев меньше Ивана Денисьева (1563—1564). У наряду Иван Петрович Новосильцев меньше Василия Фёдоровича Ашанина (1573). Лука Новосильцев меньше Остафия Пушкина у польских послов в приставах (1574). В Куконаусе Лука Новосильцев меньше Суботы Пушкина (1582). Лука Новосильцев меньше Василия Кузьмина на Терке (1588). Угрим Новосильцев меньше Елизария Безобразова, в Серпухове суды сбирали (1598). В полках Михаил Игнатьевич Новосильцев меньше Андрея Волынского, князя Алексея Морткина, Никифора Плещеева, Ивана Пушкина, Василия Чевкина, Василия Коробьина и Василия Ляпунова (1628). |
| Толбузины            | Сулеш Толбузин в Ярославле губной староста меньше Ильи Неелова (1598). Андрей Фёдорович Толбузин меньше Есипа Тимофеевича Хлопова в Можайске (1618). Борис Васильевич Толбузин на Белой голова в осаде на башне от Никиты Дмитриевича Воробьина (1618). |
| Таптыковы            | Афанасий Таптыков на Резани губной староста в товарищах с Юрием Чевкиным, да он-же Афанасий меньше осадного головы Михаила Сонцова, коширянина (1598). Афанасий Таптыков в Переяславле Рязанском губной староста, в том же году прислан в Переяславль Рязанской Пётр Сотницын, а велено ему Петру и губным старостам Юрию Чевкину ир Афанасию Таптыкову собрать наместничьи доходы, и они оба, Юрий и Афанасий с Петром Сотницыным доходы собирали (1598). |
| Яковлевы             | Воин Яковлев сотник стрелецкий в приказе Пимена Гурьева (1589—1591 и 1600). В Новгороде Северском Фёдор Глебович Яковлев меньше Кузьмы Савина (1593). В Монастырском воевода Семён Алферьев и голова Дементий Яковлев (1598). В Калуге Юрий Яковлев губной староста (1598). В Козельске губной староста Григорий Яковлев (1598). Козлитин Клементий Григорьевич Яковлев в Козельске сотник стрелецкий у 40 человек (1614—1615). В Калуге губные старосты Пётр Яковлев, Булгак Муромцев, осадная голова был в те поры в Калуге Михаил Раевский. В Козельске губные старосты Андрей Панин и Григорий Яковлев, а осадная голова Пётр Кушелев (1614—1615). В Козельске у засеки засечные приказчики Прохор Яковлев и Лев Киреевский (1618). Фёдор меньшой Григорьевич Хрущов разбирал арзамасцев дворян и детей боярских, и рейтар, и с ним был рейтарские службы в окладчиках Иван Артемьевич Яковлев (1680). |
| Щербачёвы            | Казарин Щербачёв сотник стрелецкий (1588—1590). Первой Щербачёв в Козельске губной староста в товарищах с Фомою Паниным. Первой Щербачёв меньше Григорья Яковлева в губных старостах в Козельске (1598). В Лихвине губной староста Сулеш Щербачёв меньше Плакиды Чичерина (1598). |
| Шеховские (князья)   | Князь Григорий Шеховской меньше Михаила Ивановича Внукова — он, князь Григорий был у дацких послов пристав, а Михаил Внуков встречал послов (1598). На Валуйке князь Григорий Петрович Шеховской меньше князя Владимира Мосальского и Судака Мясного (1599). Князь Пётр Шеховской меньше князя Гаврилы Коркодинова в Чернигове (1602). В объезде князь Тимофей Яковлевич Шеховской меньше Меньшого Григорьевича Волынского и Тихона Ивановича Троханиотова (1603). Иван Владимирович Благой искал своего отечества на князь Иване большом Шеховском, на князь Юрьеве отце: случай был в полку (1627—1628). Сыскан список на Казённом дворе, и в том списке написан у суздальского архиепископа в детях боярских князь Филипп Иванович Шеховской (1643). |
| Зузины               | Во Владимире губной староста Меньшой Васильевич Зузин меньше Никифора Остафьевича Есипова (1558). В Полоцке Иван Зузин меньше Дьяка Ржевского (1579). Деревня Зузин меньше Григория Васильевича Воейкова в Тетюшах (1600). |
| Зыбины               | Михаил Зыбин послан в Литву в гонцах от бояр, а от государя в том же году Прокофий Толстой (1584—1585). В Ряском Михаил Аксентьевич Зыбин меньше Ивана Васильевича Кобылина (1587). В проезжих ливенских станицах с туленином, со станичным головою с Василием с Яковлевым Вельяминовым в товарищах в детях боярских Семён Фёдорович Зыбин (1597—1598). |
| Дмитриевы            | На Москве головы стрелецкие Фёдор Акинфов, Тимофей Петрович Савин, Иван и Андрей Воейковы, Пётр Владимирович Благой, Истома Михнев, Андрей Алябьев, смольянин Пётр Чихачов и Иван Матвеев. И как посланы в Литву послы боярин Михаил Салтыков и Василий Плещеев, и те головы стрелецкие с ними посланы в Литву, а написаны головы стрелецкие вместо дворян, посланы для человечества. Да с послы-же послан дворянин Михаил Самсонович Дмитриев, а написан прежде их всех статьёю, а они все написаны после его (1601). |
| Даниловы (туляне)    | Пётр Данилов был в дьяках, как царь Иван Васильевич Грозный ходил в Серпухов (1556). Константин и Крик Даниловы стольники стрелецкие (1586—1590). Степан Данилов меньше рязанца Юрия Кобякова, как послан в Плавной в Борисов для хлебного провожания (1601). Пётр Данилов меньше Обросима Лодыженского на размене (1614). Прохор Фёдорович Данилов меньше Кирилла Супонева, как с дворов подводы собирал (1632). |
| Палицыны             | Пётр Палицын, в дьячье место подьячий посольский послан в Чернигов на литовской рубеж управу чинить с дворянином Григорием Микулиным (1602). Дьяк Иван Палицын, послан в Псков с Тимофеем Лазаревым запасы раздавать (1602). |
| Боборыкины           | Как шёл дацкий королевич Еган Фендрикович от Иван города, из Новгорода боярин Михаил Глебович Салтыков послал встречать королевича — Фёдора Палицына и Семёна Боборыкина, а из Новгорода у королевича в приставах были до Москвы князь Семён Дмитриевич Кропоткин и Иван Андреевич Судаков (1603). Михаил Борисович Боборыкин, Якова и Никиты Боборыкиных отец был в Новгороде в судьях меньше Василия Белеутова (1604). |
| Кологривовы          | В Ливенских проезжих станицах станичный голова Фёдор Лодыженский, а с ним в товарищах станичник сын боярской, алексинец Григорий Александрович Кологривов (1597—1598). На Валуйке воевода Владимир Вешняков, а с ним голова Фёдор Кологривов (1601). Фёдор Васильевич Кологривов меньше Владимира Вешнякова, в головах с ним на Валуйке (1603). В Томском разряде Иван Кологривов меньше Осипа Хлопова (1625). Иван Кологривов меньше смольянина Лукьяна Башмакова по росписи по воротам для береженья (1633). |
| Еропкины             | В проезжих Елецких станицах станичной голова Кирилл Беклемишев, а с ним в товарищах сын боярской станичник Макар Борисович Еропкин (1597—1598). Фёдор Андреевич Еропкин меньше Тимофея Пушкина и князя Фёдора Мерина Волконского в полках (1605). |
| Бартеневы            | Елизарий Бартенев меньше Андрея Воейкова (1605). На Казённом Дворе при Богдане Дубровском сыскан список, и в том списке написан в недельщиках Лев Семёнович Бартенев (1643). В Галиче губной староста Иван Амосович Бартенев (1673—1675). |
| Нееловы              | Дьяк Василий Семёнович Неелов (1555). Дьяк Пётр Неелов, Фёдоров отец (1599). Богдан Неелов сотник стрелецкий, послан в село Красное с Никитою Пушкиным и с Нелюбом Огарёвым обереганья для (1607). Голова стрелецкий Андрей Данилович Неелов, послан в Астрахань со своим приказом (1621). |
| Оболенские (князья)  | В Новгороде боярин князь Михаил Васильевич Скопин Шуйской, а на Валдае были в остроге головы Тимофей Жеребцов, Борис Белеутов, Никита Обольянинов и посылали они от себя все с Валдая в уезд подымовных людей собирать в село Кипцы и в иные волости Казарина Борецкого и князя Андрея Борисовича Оболенского, и с Валдая в Новгород к боярину, князю Михаилу Васильевичу с теми же сборщиками, с Никитою Обольяниновым и с князем Андреем Оболенским. И боярин о том писал государю в Москву, в Посольской приказ и сметный список под отпискою людям, сколько те сборщики людей к нему привели от голов с Валдаю, и та отписка и сметный список людям и ныне в Посольском приказе у подьячего Ивана Хоненева в старых делах. И он, князь Андрей Оболенский в те поры был меньше Жеребцова, Василья Белеутова, Никиты Обольянинова и Казарина Борецкого. А как боярин, собрался с немецкими людьми, пошёл от Новгорода к Москве и послал из Новгорода на перед себя кормы собирать в деревню Путятино, в село Навалда, в Боровицкий и в Пушской погосты Антона Выповского, а для рассылки Антону Выповскому велено взять детей боярских из уезда, и у Антона Выповского в рассылке были дети боярские, кормы собирали Максим Козаковский, Иван Парский, князь Пётр Борисович Оболенский, князь Богдан Оболенский, князь Данила Степанович Елецкий. И Антон Выповский писал боярину, кого посылал от себя в уезды детей боярских кормов собирать и книги кормом за их сборщиковыми руками боярину прислал-же. И как боярин из Новгорода к Москве пришёл, и тот свой разряд все письма в Посольской приказ отдал, и те сборные книги всяким запасам и кормам за их за всех сборщиковыми руками отданы-ж, и ныне у подьячего Алексея Корепонова ветхи, а в книгах, в предисловиях написано: по указу боярина князя Михаила Васильевича и по приказу дворянина Антона Иевлевича Выповского новгородцы Варсалыйского погоста Максим Казаковский, Иван Парский и Воцкой пятины князь Пётр и князь Богдан Оболенские, да Бежецкой пятины князь Данила Елецкий запасы и кормы собирали и дорогою у запасов и у кормов до отдачи в Москве с Антоном Выповским были все, и кормом расходный список за Антоновою и за их руками тут-же приклеен со всем вместе. Князь Пётр Борисович, князь Богдан Оболенские и князь Данило Елецкий в те поры с Антоном Выповским были, а Филипп Выповский был в истопничих (1609). Князь Тимофей, прозвище Телица Чёрного Оболенский прислал с сеунчом от Григорья Валуева из под Осипова монастыря, как Григория Заруцкого побил, и за сеунч князь Тимофей Оболенский пожалован (1610). |
| Чихачёвы             | Иван Чихачёв меньше Матвея Нелединского в Бежецком Верху. |
| Шишкины              | В Павце Михаил Чихачёв и Михаил Шишкин (1591). При государе царе Фёдоре Ивановиче в Великом Новгороде ходил в недельщиках Роман Шишкин. Фёдор Григорьевич Шишкин меньше Игнатия Ермолаевича Михнева на Ливнах (1615). Фёдор Григорьевич Шишкин меньше Ивана Романовича Безобразова Осечки в Сургуте (1623). Василий Фёдорович Шишкин чарошник и был на приказе в селе Давыдково в Ярославском уезде (1626). У турского посла на Москве в приставах Никифор Беклемишев, а с Москвы провожал посла Михаил Прокофьевич Шишкин (1650). В Галиче губные старосты Своитин Шишкин и Иван Свиньин (1639). В Поместном приказе дьяк Степан Федосеевич Шишкин меньше Фёдора Елизарова, дьяка Ивана Юрьевича Владычкина (1657). При царе Алексее Михайловиче у московских стрельцов голова Матвей Захарьевич Шишкин. В то же царствование на Алатыре губной староста Фёдор Григорьевич Шишкин. |
| Валуевы              | Григорий Леонтьевич Валуев меньше Ивана Александровича Момота Колтовского, в головах с ним был. Фёдор Валуев сотник стрелецкий в Данкове в приказе у головы Осипа Секирина (1615). |
| Скуратовы            | Фёдор Иванович Скуратов, дед Петров родной на Рязани нарядчик в другой половине на службе с воеводою, князем Александром Засекиным и Василием Фёдоровским (1591). Дмитрий Фёдорович Скуратов, Петров отец меньше Бориса Никифоровича Давыдова в полках (1616). В полках Дмитрий Фёдорович Скуратов меньше Степана Волынского, Григория Загряжского, князя Юрия Шеховского, Василия и Петра Чевкиных (1620). |
| Жидовиновы (смоляне) | Василий Степанович Жидовинов, Иванов отец письменный голова с Никитой Парамоновичем Лихаревым, как посланы в Литовскую землю князем Михаилом Тинбаевым (1616). |